# Paraleptognathia australis
Paraleptognathia australis är en kräftdjursart som först beskrevs av Frank Evers Beddard 1886.  Paraleptognathia australis ingår i släktet Paraleptognathia, överfamiljen Paratanaoidea, ordningen tanaider, klassen storkräftor, fylumet leddjur och riket djur. Inga underarter finns listade i Catalogue of Life.